# Studenec na Blokah
Studenec na Blokah – wieś w Słowenii, w gminie Bloke. W 2018 roku liczyła 57 mieszkańców.